# Tiroteo en el distrito empresarial de Auckland
El tiroteo en el distrito empresarial de Auckland fue un tiroteo que se produjo en la mañana del 20 de julio del 2023 en el distrito central de negocios de Auckland, Nueva Zelanda. Tres personas murieron, incluido el tirador, Matu Tangi Matua Reid, de 24 años.

## Antecedentes
El segundo tiroteo masivo más mortífero en Nueva Zelanda tuvo lugar en 1990 en Aramoana, siendo el más mortífero el ataque terrorista en Christchurch en el 2019, después del cual se llevó a cabo un plan de recompra de armas de fuego y la Cámara de Representantes de Nueva Zelanda aprobó la Ley de Enmienda de Armas (Armas de fuego, cargadores y piezas prohibidas) del 2019 el 10 de abril de ese año.

## Incidente
El 20 de julio del 2023, Matu Tangi Matua Reid ingresó al Deloitte Center cerca del Commercial Bay Shopping Center en Auckland CBD, que estaba en proceso de renovación en ese momento, con una escopeta de corredera. Abrió fuego en el sitio de construcción alrededor de las 7:22 am-hora local-, matando a dos personas. Reid se movió por el edificio mientras disparaba y finalmente se aisló en un ascensor en los niveles superiores. La policía llegó a las 7:34 a. m. y el Escuadrón de Delincuentes Armados llegó cuatro minutos después. Los oficiales ingresaron al edificio mientras Reid estaba disparando. Además de las víctimas mortales hubo otros heridos, incluidos policías. Reid fue encontrado muerto. Anteriormente había estado empleado en el mismo sitio de construcción.
Siete de las personas heridas sufrieron heridas de bala, con tres personas heridas por otros medios.

## Perpetrador
Reid había recibido una sentencia basada en la comunidad por un asalto cometido en 2020. Cometió más delitos en un incidente de violencia doméstica en 2021, mientras cumplía la sentencia anterior. Por eso fue condenado a cinco meses de prisión domiciliaria en marzo de 2023, por los delitos de dificultad para respirar (estrangulamiento), herir con intención de herir, daño doloso y “macho agresiones a mujer”. Ya había pasado cinco meses bajo custodia en espera de sentencia y, en consecuencia, la duración de su detención domiciliaria se había reducido de lo que hubiera sido de otra manera. Tenía aprobación para salir de casa para asistir al trabajo durante su detención. No tenía licencia de armas.

## Respuesta
El área de Queen Street y Quay Street fue cerrada. El tiroteo se destacó por ser inusual en Nueva Zelanda y por ocurrir el día del primer partido de la Copa Mundial Femenina de la FIFA 2023 que tiene como sedes a Australia y a Nueva Zelanda, país donde se originó el incidente armado.
El primer ministro de Nueva Zelanda, Chris Hipkins, emitió un comunicado de prensa diciendo que no había riesgo para la seguridad nacional y que no habría cambios en el nivel de amenaza terrorista de la nación. El comisionado de policía de Nueva Zelanda, Andrew Coster, ofreció sus condolencias a las familias y amigos de las víctimas.
Auckland Transport opera una terminal de transbordadores cerca del lugar del incidente, así como trenes y autobuses; inicialmente no cerraron el servicio de ferry, pero desviaron los autobuses de la estación cercana de Britomart. Más tarde ese mismo día, anunciaron que llevarían a cabo una revisión de su respuesta en términos de garantizar la seguridad de los pasajeros, en particular en el caso del ferry.
El 21 de julio, el gerente de operaciones de ambulancias de emergencia de Hato Hone St John, Stuart Cockburn, confirmó que los servicios de emergencia habían tratado a diez personas, siete de las cuales sufrieron heridas de bala. Uno de los heridos era un policía que había sufrido heridas "importantes".

## Investigaciones y esfuerzos de recuperación
El 20 de julio, Hipkins confirmó que la policía de Nueva Zelanda iniciaría una investigación completa sobre el tiroteo, incluida la forma en que el tirador Manu Reid obtuvo el arma y si había "señales de alerta". Ese mismo día, el Departamento Correccional inició una investigación sobre su gestión de la detención domiciliaria de Reid.
El 23 de julio, la policía había recuperado los cuerpos de las dos víctimas. Las víctimas fueron identificadas como Solomon Tootoo y Tupuga Sipiliano.

### Seguridad en torno a la Copa del Mundo Femenina
El partido inaugural de la Copa Mundial Femenina de 2023 entre las selecciones de Nueva Zelanda y Noruega comenzó según lo planeado la noche del 20 de julio de 2023 en Eden Park en Auckland. Hipkins reconoció que "claramente con el inicio de la Copa Mundial de la FIFA esta noche hay muchos ojos puestos en Auckland"; dijo que el gobierno de Nueva Zelanda había estado en conversaciones con la FIFA y que la Copa Mundial Femenina se llevaría a cabo según lo planeado. Un representante de Football Australia dijo que el tiroteo no estaba relacionado con la Copa del Mundo.
El incidente tuvo lugar fuera del Hotel M, donde la selección de Noruega se alojaba antes del partido, y cerca de la zona de aficionados. La capitana de Noruega, Maren Mjelde, dijo que aunque los helicópteros de la policía despertaron a los miembros del equipo, "se sintieron seguros todo el tiempo"; otros jugadores habían estado desayunando en la planta baja y la seguridad los mantuvo adentro cuando se implementó el bloqueo. Un portavoz del equipo dijo que sus preparativos para el partido no se vieron afectados. La selección de Italia, que también estaba alojada en un hotel cercano, no pudo salir para asistir al entrenamiento debido a los cordones policiales. Otros equipos nacionales en Auckland no se vieron afectados.
El FIFA Fan Festival, que estaba previsto que abriera el 20 de julio en Auckland CBD en The Cloud, se canceló por el día con planes de abrir al mediodía del 21 de julio. Se guardó un minuto de silencio justo antes del partido inaugural en respeto a las víctimas del tiroteo.